# История Красноярска

## История города Красноярска
Возрастом 28—32 тыс. лет датируются древнейшие слои стоянки Афонтова гора. У обитательницы Афонтовой горы AG-3, жившей 16930—16490 лет назад, была обнаружена митохондриальная гаплогруппа R1b. Фенотипический анализ показывает, что образец Афонтова гора 3 несёт производный аллель rs12821256, ассоциирующийся со светлыми волосами у европейцев, что делает образец Афонтова гора 3 самым ранним человеком, известным как носитель этого производного аллеля.

## XVII век
С 6 августа по 18 августа 1628 года под руководством Андрея Дубенского в районе впадения реки Качи в реку Енисей был возведен малый Красноярский острог. По вершинам окружающих котловину гор создана круговая караульная служба. 18 августа 1628 год считается днём основания Красноярска. 
До 1681 года Красноярский острог находился под ведомством Томского разряда, затем Енисейского.
В 1635 году Красноярску была пожалована печать и организована конная сотня. Красный Яр становится уездным городом.
В 1659 году был возведен Большой острог.
Набеги киргизских князей на Красноярск совершались в 1630, 1634, 1636, 1640, 1665, и 1667 годах. Особенно тяжёлую осаду острог выдержал в 1679 году, когда к его стенам приступило объединённое войско енисейских кыргызов и джунгар под предводительством Иренек-хана. Сожжены были подстолбовские станицы Базаиха и Торгашино, уничтожен караульный периметр сигнальных постов и вышек.

В 1673 году появляется первое в западноевропейской литературе упоминание Красноярска — в «Описании Сибири» шведского офицера немецкого происхождения Альбрехта Доббина, в течение 17 лет находившегося на службе у русского царя Алексея Михайловича:

«Дальше, к северу, есть еще одна могучая река, величиной равная Оби, которая называется Енисей (Elissee); она впадает в Ледовитое море на севере, и в некоторых местах так близко приближается к Оби, что от одной к другой можно проехать на лошади за один день. Устье этой реки очень большой глубины, так что в него можно проплыть гораздо лучше, чем в устье Оби, с большими, тяжело нагруженными кораблями. На этом Енисее находится, при впадении его в Ледовитое море, город Енисейск (Jelissee), затем Красноярск (Krasnagair)… Около же Красноярска живут различные язычники, которые называют себя по именам своих князьков. Главнейшие называются тубинцы: они не знают никакого письма, очень привычны к войне, некоторые состоят в подданстве его царского величества, некоторые свободны; иные, впрочем, дают также заложников в знак того, что они с его царским величеством хотят быть в мире…»
В фундаментальном труде нидерландского учёного Николааса Витсена «Северная и Восточная Тартария», опубликованном в 1692 году в Амстердаме, о Красноярске сообщается следующее:

«Краснояр — это город, или городок на реке Енисей, построенный по приказу Их Царских Величеств, царей Московии, на границах с киргизскими народами, населенный московитами. В трех милях от этого города, говорят, но это сомнительно, имеются серебряные руды. Считают, что там много минералов, хотя ещё не открытых… Этот город и Енисейской, лежащий на Енисее, — это города с деревянными башнями, построенными по русскому образцу и дальше окруженными лишь частоколом… От Краснояра в Томск трудно ехать прямым путем из-за киргизов, которые помешали бы путешественнику, убили бы его. Следует ехать через Енисейской, вдоль реки Кеть и спуститься вниз.»
В 1680 году выше по Енисею поставлен был острожек «Караульный нижний», вероятно, примерно в районе современного района «Удачный». В 1680 году от пожара в городе взорвался пороховой погреб, сгорела соболиная казна.
С 1695 года по 1700 год там происходили народные восстания, получившие название «Красноярская шатость».
В сентябре 1700 года несколько киргизских отрядов вновь напали на Красноярск.

## XVIII век
В XVIII веке Красноярск уездный город:
- с 18 (29) декабря 1708 — в составе учреждённой Сибирской губернии. 
  - с 29 июня (10 июля) 1719  — в составе Тобольской провинции Сибирской губернии;
  - с 26 ноября (7 декабря) 1724  — в составе Енисейской провинции Сибирской губернии;
- c 16 (27) мая 1783  — в составе Колыванского наместничества;
- с 12 (23) декабря 1796 — в составе Тобольской губернии.

В 1720 году в Красноярске проводится первая подушная перепись населения.
В 1735 году через Красноярск приходит Московский тракт.
В 1759 году в городе открылась «Латинская школа» для обучения детей духовенства. Начинается строительство Воскресенского собора.
В 1773 году сгорел острог. После пожара осталось только 30 домов. Из Тобольска был прислан сержант геодезии Пётр Моисеев, который дал городу совершенно новую линейную планировку петербургского типа. Это стало началом современного Красноярска.
В 1784 году в Красноярске открылась первая в стране уездная публичная библиотека.
18 августа 1790 года открылась общеобразовательная школа — Малые народные училища.
В 1795 году завершено строительство каменной Покровской церкви. В настоящее время это старейшее каменное здание Красноярска.
В составе научных экспедиций в Красноярске в разное время побывали Д. Г. Мессершмидт (1720—1727), И. Г. Гмелин (1735), С. П. Крашенинников (1735), Г. Ф. Миллер, П. С. Паллас (1771—1773), В. Беринг (1733—1734) и многие другие известные учёные и путешественники.

## XIX век

### 1800-е
В 1804 году Красноярск как уездный город входит с состав новообразованной Томской губернии.

### 1810-е
1 марта 1807 года — в Красноярске, по дороге в Петербург умирает граф Резанов
В 1813 году в Красноярске создаётся первая пожарная команда.

### 1820-е
12 декабря 1822 года создана Енисейская губерния. Красноярск стал столицей губернии.
В июле 1823 года основан Знаменский стеклоделательный завод.
В 1823 году издан указ о сформировании в Красноярске жандармской команды и гарнизонного батальона.
В Красноярске жили декабристы:
- М. И. Пущин (1826)
- Ф. П. Шаховской (1827—1828)
- Н. С. Бобрищев-Пушкин (1831—1840)
- С. Г. Краснокутский (1831—1838)
- П. С. Бобрищев-Пушкин (1832—1840)
- М. А. Фонвизин (1836—1838)
- М. Ф. Митьков (1836—1849)
- М. М. Спиридов (1839—1854)
- В. Л. Давыдов (1839—1855)

1828 год — первый губернатор Енисейской губернии А. П. Степанов отдал распоряжение создать городской сад. С 1935 года городской сад стал называться Центральным парком культуры и отдыха им. А. М. Горького. Современное название — Центральный Парк.
В 1829 — 1830 годах в Красноярске действует общество любителей словесности «Красноярская литературная беседа». Общество создано: Н. А. Степанов (председатель), В. И. Соколовский (секретарь), И. М. Петров и И. Краснопольский. Общество закрылось из «опасения вызвать подозрения». Данные об обществе обнаружены в секретном фонде III отделения личной канцелярии Николая I. В 1836 году Соколовский был арестован и заключён в Шлиссельбургскую крепость. Первый пункт обвинения заключался в сочинении «Устава литературного общества под названием „Красноярского“».

### 1830-е
В январе 1831 года создана губернская почтовая контора. Первый почтмейстер — Лобовский Михаил Иванович.
16 августа 1831 года — открыт памятник Николаю Петровичу Резанову — одному из основателей Российско-Американской компании.
1835 год — в Красноярске начали выращивать картофель. Каждая семья была обязана заниматься выращиванием картофеля. За невыполнение этого распоряжения виновных ссылали в Белоруссию, на строительство Бобруйской крепости. Ежегодно всю информацию о выращивании картофеля губернатор отсылал в Петербург.
В 1838 — 1839 годах губернатор В. И. Копылов создаёт публичную губернскую библиотеку. Василий Иванович договаривается с редакциями издательств, и те высылают бесплатно в библиотеку свои журналы и газеты. Губернатор организовал финансирование библиотеки. В 1838 году жители Красноярска пожертвовали в фонд библиотеки 188 названий книг в 394 томах. К 1840 году фонд библиотеки вырос до 771 названий книг.

### 1840-е
23 ноября 1844 года в Красноярске было получено разрешение на открытие первой парикмахерской.
15 июля 1845 года состоялась закладка храма Рождества Пресвятой Богородицы, строительство которого завершилось лишь в сентябре 1861 года.
22 мая 1847 года открылся Владимирский детский приют.
12(24) января 1848 года в Красноярске родился великий русский художник Василий Иванович Суриков.
4 ноября (24 октября) 1849 года — в Красноярске умер декабрист Михаил Фотьевич Митьков.

### 1850-е
25 октября 1855 года — умер декабрист Василий Львович Давыдов.
2 июля 1857 года вышел 1-й номер газеты «Енисейские губернские ведомости».

### 1860-е
25 мая 1861 года — в Красноярске учреждена Енисейская епархия.
В 1861 году составилась первая в Красноярске пароходная компания. В 1888 году по Енисею ходили шесть пароходов, из них три были Гадало́ва.
18 ноября 1863 года начала работу первая телеграфная станция.
Сентябрь 1865 года — открылся первый фотосалон, принадлежавший прусскому подданному из Ганновера, почётному члену Немецкого фотографического общества Г. Х. Кеппелю.
1 июля 1868 года открылась Красноярская губернская мужская гимназия.
1868 год — И. Т. Савенков создает шахматный кружок.
1869 год, 21 августа в Красноярске было основано женское училище второго разряда, преобразованное затем в Красноярскую губернскую женскую гимназию. В 1870 году из женского училища была организована Красноярская женская прогимназия, преобразованная в 1878 году в гимназию. С 1887 года был добавлен дополнительный восьмой класс, дававший право окончившим его занимать места учительниц и домашних наставниц.

### 1870-е
14 февраля 1871 года в Красноярске начало работать Красноярское Православное Миссионерское Общество. Губернатор А. Д. Лохвицкий был избран товарищем Председателя Комитета Красноярского Миссионерского Общества.
4 ноября 1873 года — открылась учительская семинария.
27 февраля 1874 года — по решению купцов и мещан Красноярска было образовано Синельниковское благотворительное общество.
18 июня 1874 года — открыто двухклассное ремесленное училище им. Т. Н. Щеголевой.
1877 год — в Красноярск переезжает Геннадий Васильевич Юдин — известный меценат, библиофил, владелец уникальной библиотеки.
15 мая 1879 года открылся Свято-Успенский монастырь.

### 1880-е
в 1880 году городской бюджет Красноярска составил 49 862 рубля.
17—18 апреля 1881 года — огромный пожар уничтожил большую часть городских строений.
1882 год в Красноярске появился первый пароход. Он назывался «Москва» и принадлежал купцу Гадалову.
1883 год — первая электростанция освещает дом и магазины купца Гада́лова.
28 октября 1883 года в Красноярске образован комитет для оказания помощи бедствующим переселенцам.
1 февраля 1884 года — вышел первый номер журнала «Енисейские епархиальные ведомости».
14 ноября 1884 года — начинает свою просветительскую работу Общество попечения о начальном образовании.
1884 год — открыто духовное училище. В 1884 году И. Т. Савенков начинает археологические исследования Афонтовой горы.
25 марта 1885 года на средства жителей Красноярска открыт приют для арестантских детей.
С 11 ноября 1886 года по сентябрь 1888 года проходил телеграфный шахматный матч между командами городов Красноярска и Санкт-Петербурга. Было сыграно две партии. 26 сентября 1886 года в Красноярске было создано Общество врачей Енисейской губернии.
3 февраля 1888 года — Е. Ф. Кудрявцев открывает в первую частную типографию.
12 февраля 1889 года открыт Красноярский краеведческий музей.
12 февраля 1889 года была открыта, созданная на средства горожан, городская общественная библиотека.
7 августа 1889 года в Красноярске наблюдалось солнечное затмение, которое длилось с 9 час 30 мин. до 12 час 27 мин., то есть 2 часа 57 минут. Для наблюдения затмения в город прибывает научная экспедиция. В составе экспедиции А. С. Попов.

### 1890-е
10 октября 1890 года открыт отдел императорского Московского общества сельского хозяйства.
5 февраля 1891 года — учреждено Александровское еврейское благотворительное общество.
1892 год — первая в городе благотворительная выставка картин. Состоялась в Пасху в пользу переселенцев из губерний, пострадавших от неурожая.
1893 год — первый телефон в городе у купца первой гильдии Н. Г. Гада́лова. Первая городская телефонная станция на 50 номеров начала работать в Красноярске в 1896 году.
2 октября 1894 года состоялось открытие первого Сибирского технического училища имени государя Императора Николая II.
1894 год — учреждён «Книжный склад Общества попечения о начальном образовании». Цель — уберечь молодёжь от малосодержательной литературы, широкое распространение народных изданий среди грамотного населения, обеспечение учебниками, учебными пособиями городские и сельские школы.
1894 год — в городе появляются велосипеды. На следующий год в городе насчитывалось уже около сорока велосипедистов. Губернатор опубликовал правила пользования велосипедом, состоящие из двенадцати пунктов: каждый должен был иметь номерной знак, звонок, фонарь, право на велосипед.
6 декабря 1895 года на железнодорожную станцию Красноярск прибыл первый поезд.
14 мая 1897 года — первое представление аппарата Томаса Эдисона — кинематографа с восемнадцатью движущимися картинами.
В 1897 — 1899 годах в Красноярске действует двадцать шесть учебных заведений, благотворительных и лечебных учреждений — десять, музей, публичная библиотека, два книжных магазина, четыре типографии, выходят четыре периодических издания, два клуба, шесть гостиниц.
2 января 1898 года — учреждение Подвижного педагогического музея. Педагогический передвижной музей выдавал наглядные пособия городским и сельским школам. Основатель — учитель, краевед, фольклорист М. В. Красножёнова.
28 марта 1899 года — сдан в эксплуатацию железнодорожный мост через Енисей. В 1900 году точная модель этого моста экспонировалась на всемирной выставке в Париже, где наравне с Эйфелевой башней мост получил ГРАН-ПРИ и золотую медаль.
В 1897 — 1899 годах доходы городского бюджета в среднем составляли 115 000 рублей в год. Из городского бюджета содержится 16 из 36 городовых. Город разделён на четыре полицейских участка.

### Промышленность и торговля
В конце XIX века в городе работает 30 заводов: чугунолитейный, механический, колокольный, 2 лесопильных, 8 кожевенных, 3 мыловаренных, свечной, винный, 2 пивоваренных, 8 кирпичных, паровая мельница, 2 квасоваренных. Они выпускают продукции на 582 тысячи рублей в год.
В городе работают: Отделение государственного банка, городской ломбард, отделение Сибирского торгового банка.
Крупнейшие торговые фирмы:
- Гадалов И. Г. — мануфактура, галантерея, колониальные товары, чай, сахар
- Гадалов Н. Г. — мануфактура, галантерея, колониальные товары, чай, сахар
- Гадалов Н. Н. — владелец пароходов
- Смирнов А. А. — мануфактура
- Золотов — пиво
- Комаров — книготорговля
- Кузнецов — мануфактура
- Перевалов — посуда, фаянс, стекло собственного производства
- Юдин — виноторговля
- и др.

Транспортных контор — шесть. Стоимость отправки груза до Санкт-Петербурга — 2 руб.60 коп. за пуд. Стоимость отправки груза до Москвы — 2 руб. 40 коп. за пуд.

## XX век

### Начало века
1902 год, декабрь вышел первый номер газеты «Сибирские врачебные ведомости» под редакцией Александра Ивановича Смирнова.
1903 год — начало проектирования водопровода. В этом же году создаётся первая красноярская страховая компания «Городское общество взаимного от огня страхования».
август 1905 года — первые автомобили в Красноярске. Восемь германских автомобилей «Фюркат Мери» проследовали на русско-японскую войну.
Октябрь — декабрь 1905 года в Красноярске после забастовки устанавливается двоевластие. См. статью Революция 1905 года в Красноярске.
10 декабря 1905 года вышел первый номер большевистской газеты «Красноярский рабочий». 15 декабря 1905 года вышел первый номер красноярского ученического журнала «Светоч».
19 марта 1908 года открылось Общество изучения Сибири и её быта. 9 ноября 1908 года в Красноярске открыт первый в городе стационарный кинотеатр «Кинемо» (в настоящее время ул. Перенсона 29).
В июне 1909 года на правом берегу Енисея началось строительство затона — в будущем Красноярский судоремонтный завод.
20 декабря 1910 года Красноярская Дума в память о Л. Н. Толстом постановила открыть в Закачинской слободе воскресную школу и библиотеку им. Льва Николаевича Толстого.
Лето 1911 года проводятся первые футбольные матчи в городском саду. Команды возникали стихийно и назывались по цвету маек: «черные», «белые», «жёлтые». Через два года играли команды «Спорт», «Тренер», «Студенты» и другие. Команда «Тренер» была создана в 1912 году по инициативе гимназиста Георгия Лангвальда. Членский взнос составлял 25 копеек. Сшили форму в Красноярске, мяч заказали в Москве. Вскоре в мужской гимназии организовалась команда «Черепаха» Из-за Первой мировой войны развитие футбола прекратилось.
В 1911 году было образовано гимнастическое общество «Сокол».
1911 год — в Красноярске работает несколько кинотеатров: «Аквариум» Лифанова, в доме Семенова и Романова на Воскресенской улице, «Патеграф» Полякова в доме Гада́лова, «Луч» Речмедилова в Николаевской слободе в собственном доме.
18 марта 1912 года — открыта первая городская электростанция (ныне ул. Дубровинского, 43, здание Энергосбыта). Проект инженера императорского училища Карла Круга (впоследствии член комиссии ГОЭЛРО). На улицах и в домах города загорелись первые 262 электролампочки. К концу 1912 года у расчётно-кассового стола было уже 12 000 абонентов.
18 и 22 июля 1912 года авиатор Кузьминский совершает демонстрационные полёты на аэроплане Blériot (Блерио, Луи). Полёты производились на площади между тюрьмой и железнодорожными мастерскими.
С 4 сентября по 7 сентября 1912 года в Красноярске проходил первый съезд врачей Енисейской губернии.
13 февраля 1913 года городская года дума приняла положительное решение по ходатайству Полякова построить кинотеатр в городском саду на углу Гостинской (ныне ул. К. Маркса) и Садового переулка (ныне — ул. Дзержинского). Теперь на этом месте расположен кинотеатр «Луч».
Весной 1913 года началось строительство водопровода. Для финансирования строительства город выпустил облигации на 600 тысяч рублей. Трубы водопровода были деревянными, их обкладывали чернозёмом и навозом. Водопровод начал работать 28 декабря 1913 года.
В сентябре 1913 года в городе останавливался норвежский исследователь Ф.Нансен, совершавший путешествие по Восточной Сибири и Дальнему Востоку, целью которого являлось установление постоянных торговых связей с Центральной Сибирью морским путём через Карское море в устье реки Енисея.

### Первая мировая и гражданская войны
Во время Первой мировой войны в Красноярске организуют лагерь для военнопленных на территории военного городка. В 1916 году в лагере содержалось 13 тысяч военнопленных.
15 января 1915 года вышел первый номер журнала «Вестник Красноярского городского общественного управления».
7 мая 1916 года в Красноярске произошёл первый еврейский погром в Восточной Сибири.
4 марта 1917 года по распоряжению из Петрограда губернатор Енисейской губернии отстранён и взят под домашний арест. Полиция в Красноярске расформирована и заменена милицией. Председатель окружного суда отстранён от должности. Вечером собралась городская дума с участием представителей общественных организаций. Создан комитет общественной безопасности. Власть перешла к бюро из представителей этого комитета и совета рабочих, солдатских и казачьих депутатов.
10 марта 1917 года на горе у часовни состоялось грандиозное народное празднество, в котором участвовало 3 полка солдат, казаки, учебные заведения. Собралось около 30 тысяч человек.
В июле 1917 года прошли выборы в Городскую думу Красноярска, где почти половину (40 мест) депутатских мандатов получили большевики, второе место заняли эсеры (27 мест), третьи — меньшевики (7 мест). Должность Городского головы досталась большевику Я. Ф. Дубровинский.
18—19 июня 1918 года в Красноярске была свергнута советская власть, установленная в конце октября 1917 года. Это произошло без участия чехословацких войск. Лидеры красноярских большевиков 17 июня бежали на пароходах на север с золотым запасом региона. 25 октября чехословаками были расстреляны деятели большевиков Г. С. Вейнбаум, И. И. Белопольский, А. Ф. Парадовский, В. Н. Яковлев и Я. Ф. Дубровинский.
В июле 1919 г. Эльза Брендстрём приехала в городе и работала там почти год в составе шведского Красного Креста. Недалеко от города находился лагер 13.000 немецких пленных.
4 января 1920 года в городе устанавливается Советская власть. 6 января в город входит 269-й полк 30-й Уральской дивизии вместе с партизанским отрядом, сформированным в Ачинске. В плен взято 65 000 колчаковцев, в том числе 6000 офицеров. В качестве трофеев захвачены 2 броневика, 8 автомашин, 4 самолёта, 14 несгораемых ящиков с золотом, серебром и деньгами.
Февраль-июнь 1920 года — в составе 5-й армии в Красноярске Ярослав Гашек. Под руководством Гашека в Красноярске выходила венгерско-немецкая газета «Рогам-штурм» («Натиск»). Гашек пишет статьи, фельетоны, сатирическую пьесу «Домой на Родину».
В 1919 — 1920 годах лагеря военнопленных переименовывают в «концентрационные лагеря». Красноярский лагерь военнопленных получает название Концентрационный лагерь № 1. В 1920 году началась эвакуация иностранных военнопленных. В сентябре 1921 года в Красноярске в слободе 111-го Интернационала на территории бывшего 8-го начального городского училища организуется 3-й Красноярский концентрационный лагерь для содержания военнопленных поляков бывшей 5-й польской дивизии.
5 апреля 1920 года — открыто первое профессиональное музыкальное учебное заведение Красноярска — Народная консерватория.
16 мая 1920 года в Красноярске расстреляна Бочкарёва, Мария Леонтьевна. 20 мая прошёл первый коммунистический субботник.
В 1923 году П. И. Словцов и его жена М. Н. Риоли-Словцова возобновили оперные спектакли в Красноярске.
1925 год, март — организован заповедник «Столбы» площадью 47,2 тыс. га. В августе 1925 года самолёт «Красноярец» (Sopwith) начинает полёты по маршруту Красноярск — Минусинск.
22 ноября 1927 года при Енисейском губисполкоме образован Красноярский комитет содействия малым народностям окраин Сибири.

### I пятилетка
1928 год, февраль — в городе началось радиовещание.
7 ноября 1930 года открыт Сибирский лесотехнический институт. В 1930 году Сибкрайисполкомом принял постановление о введении обязательного обучения всех детей. В окрестностях Красноярска снимался художественный фильм по книге А. А. Фадеева «Разгром».
1931 год — открыто Красноярское речное училище. Началось строительство деревообрабатывающего комбината в районе реки Базаихи. Деревня Базаиха оказалась в черте Красноярска.
1 июля 1932 года появился первый автобусный маршрут: Старобазарная площадь — Железнодорожный вокзал. В 1897 году в городе насчитывалось 205 извозчиков. В Красноярске одни из самых длинных городских автобусных маршрутов в России — до сорока километров.

### II пятилетка
1 января 1934 года началось строительство первого машиностроительного предприятия города — Красмашзавода. 11 мая 1934 года О. Ю. Шмидт на совещании в Красноярске предложил создать базу гидросамолётов и ремонтные мастерские. Мастерские были построены на острове Телячий (остров Молокова), в 1935 году мастерские были переименованы в Красноярский авиаремонтный завод (КАРЗ).
Июнь 1935 года — принято решение о создании Красноярской краевой библиотеки .
10 августа 1935 года началось строительство Красноярского судостроительного завода.
1935 год, осень — пущен паровой трамвай.
1936 год, апрель — образовано Красноярское краевое книжное издательство. В Центральном Парке начинает работать детская железная дорога — первая малая железная дорога в РСФСР.
В 1937 году создан краевой Дом самодеятельного творчества (Дом народного творчества) .
18 октября 1938 года начал работать Красноярский краевой театр кукол. В 1938 году на улицах появились первые светофоры.
В 1939 году создан строительный трест Красноярскпромхимстрой.
14 апреля 1941 года вышел в первый номер альманаха «Енисей».

### Великая Отечественная война
В июне 1941 года на фронт ушла 119-я Красноярская стрелковая дивизия, преобразованная в 1942 году в 17-ю гвардейскую. В Красноярск эвакуировано КБ им. Г. М. Бериева и опытный завод. В эвакуации ОКБ занималось перспективным проектированием. В 1943 был разработан проект летающей лодки ЛЛ-143, а в 1944 — макет грузо-пассажирского ПЛЛ-144. КБ и Опытный завод располагались у затона судоремонтного завода. Летающая лодка КОР-2 (Бе-4) выпускалась малой серией в Красноярске.
27 сентября 1941 года в город прибыл санитарный поезд. В городе разворачиваются госпиталя №:983, 984, 985, 967, 987, 1515, 1350, 3343, 3488, 3347, 3489, 3470, 4093, 3349.
1941 год, ноябрь — начал работать эвакуированный в Красноярск бежицкий паровозостроительный завод «Красный Профинтерн» (ныне «Сибтяжмаш»).
Через Красноярск проходит трасса Алсиба (Аляска — Сибирь), по которой перегоняют самолёты из США и авиазаводов Иркутска, Улан-Удэ, Комсомольска-на-Амуре. В Красноярске располагается 45-й запасной бомбардировочный полк ВВС, который с 26 июня 1943 года стал называться 9-й перегоночный авиаполк ВВС. В учебной части лётчиков учили пилотированию американских самолётов.
1942 год — Красноярский завод комбайнов, сформированный на базе эвакуированных Запорожского комбайнового завода и Люберецкого завода сельхозмашиностроения, выдал первую продукцию. Сформирована 78-я добровольческая бригада. В сентябре 1942 года на заводе «Сибтяжмаш» выпущен первый паровоз серии «Серго Орджоникидзе». 21 ноября 1942 года на базе эвакуированных в Красноярск Ленинградского и Воронежского медицинских институтов, Ленинградского стоматологического и Ленинградского педиатрического институтов создаётся Красноярский медицинский институт.
23 марта 1943 года создан Красноярский завод цветных металлов им. В. Н. Гулидова.
1944 год, май — открылся городской Дворец пионеров и школьников.
26 октября 1944 года — на Комбайновом заводе начался выпуск первых прицепных комбайнов.

### IV пятилетка
В 1945 году в Красноярске было организовано Лагерное отделение № 34, в 11 отделениях которого до 1948 года находилось около 15000 японских военнопленных.
1945 год — введен в строй Красноярский цементный завод.
5 июня 1946 года образовано Красноярское отделение Союза писателей РСФСР.
5 июня 1948 года открылся Дом-музей им. В. И. Сурикова.
В 1950 году начал работать Завод синтетического каучука.

### V пятилетка
В 1951 году начали работать цементный завод и завод «Сибэлектросталь».
1952 год — закончилось строительство речного вокзала.
В 1953 году создан Красноярский сельскохозяйственный институт.
В 1954 году начал работать завод химического волокна, а в 1955 году — Красноярский телевизорный завод.

### VI пятилетка
1956 год — главная улица правобережья города получила название проспект им. газеты «Красноярский рабочий», сдан в эксплуатацию аэропорт «Северный».
16 июня 1956 года начато строительство трамвайной и троллейбусных линий.
26 июля 1956 года началась продажа телевизоров КВН-49. Телевизионные программы транслируются по средам, четвергам, субботам и воскресеньям с 21 часа по местному времени.
12 октября 1956 год — образован Институт физики им. Л. Киренского. В 60-х годах началось строительство красноярского Академгородка.
13 октября 1956 года организован Сибирский научно-исследовательский институт лесного хозяйства.
1957 год — создан Красноярский телецентр.
1958 год, 1 мая — пущен трамвай.

### Семилетка
1959, февраль — открылась краевая детская библиотека.
9 февраля 1959 года открылся Красноярский театр музыкальной комедии, второй в истории Красноярска.
1959 год, 5 ноября — пущен троллейбус.
10 августа 1961 — при краевой филармонии создан Красноярский государственный ансамбль танца Сибири, ныне академический им. М. Годенко.
17 октября 1961 год — первых пассажиров принял новый железнодорожный вокзал (автор проекта — Волошин).
15 ноября 1961, года — сдан в эксплуатацию Коммунальный мост через Енисей.
Апрель 1964 — открыт театр юного зрителя им. Ленинского комсомола.
30 апреля 1964 года, получен первый алюминий на Красноярском алюминиевом заводе.

### VIII пятилетка
В 1968 году состоялся первый выпуск студентов Красноярского Государственного университета.
В 1969 году на Центральном стадионе имени Ленинского комсомола на острове Отдыха был открыт краевой шахматный клуб.
18 декабря 1971 года открыто новое здание Цирка.

### IX пятилетка
9 августа 1978 года Указом Президиума Верховного Совета СССР Красноярска награждён орденом Октябрьской Революции за большой вклад в дело становления, защиты и развития страны.
12 августа 1978 года официально открылся Красноярский государственный театр оперы и балета.

### XI пятилетка
В октябре 1980 года аэропорт Емельяново принял первый самолёт — Ил-62.
11 ноября 1983 года — Красноярская художественная галерея (основана в 1958) преобразована в Красноярский художественный музей им. В. Сурикова.
1982 и 1986 год — в Красноярске проходят Зимние Спартакиады Народов СССР.
1985 год — сдано в эксплуатацию здание Красноярской краевой филармонии с большим и малым концертными залами на 2200 мест на Стрелке.

### XII пятилетка
1986, февраль — начались изыскательские работы для строительства Красноярского метрополитена.
1986 год — состоялось открытие Октябрьского моста через Енисей.
1987 год — завершается строительство здания филиала Центрального музея Ленина (ныне Музейный центр на Стрелке).
17 апреля 1987 — открыт Красноярский художественный институт.
6 апреля 1988 года — открыто Сибирско-Дальневосточное отделение Академии художеств СССР.

### Постсоветский период
1991 год — в Красноярске начинает проводиться турнир по вольной борьбе им. Ивана Ярыгина.
17 октября 1995 года вынут первый ковш на строительстве метрополитена.
6 июня 1997 года открылся Литературный музей.
15 августа 2000 года открылся зоопарк «Роев ручей».

## XXI век
10 сентября 2003 года в Академгородке открылся Музей леса.
7 декабря 2004 года — завершилась реконструкция здания железнодорожного вокзала станции Красноярск-Пассажирский.
В 2006 году в городе был организован один из ключевых в стране Сибирский федеральный университет.
Осенью 2006 года начала проводиться ежегодная Красноярская ярмарка книжной культуры (КРЯКК).
26 октября 2007 года Красноярск признали одним из самых благоустроенных городов России (2-е место). Конкурс проводился Федеральным агентством по строительству и жилищно-коммунальному хозяйству.
До 2010 года Красноярск имел статус исторического поселения, однако приказом Министерства культуры РФ от 29 июля 2010 г. N 418/339 город был этого статуса лишён.
10 апреля 2012 года в городе родился миллионный житель и, таким образом, Красноярск стал 14-м в стране городом-миллионером.
В ноябре 2013 года город был определён местом проведения XXIX Всемирной Зимней Универсиады-2019.